# New England-orkanen 1938
New England-orkanen 1938 (engelska: 1938 New England hurricane) var den första större orkanen att slå till i New England sedan 1869. Stormen uppstod i september 1938 utanför Afrikas kust under Atlantiska orkansäsongen 1938, och blev en kategori 5-orkan på Saffir-Simpson Hurricane-skalan innan den som kategori 3-orkan blåste in mot land på Long Island den 21 september 1938. Orkanen dödade uppskattningsvis omkring 682 personer, och skadade eller förstörde över 57 000 hem och orsakade svåra materiella skador. Så sent som under tidigt 1950-tal kunde skador på träd och byggnader synasi flera drabbade områden. Orkanen var den kraftigaste och dödligaste i New Englands historia, och bara Stora orkanen 1635 var mer intensiv. 2012 orsakade orkanen Sandy dock större ekonomiska kostnader, fastän den blåste iland i södra New Jersey, och gjorde 1938 års storm till den näst dyraste i New England.

### Fotnoter
1. ↑  ”The Great Hurricane of 1938 – The Long Island Express”. Arkiverad från originalet den 25 september 2014. https://web.archive.org/web/20140925140913/http://www2.sunysuffolk.edu/mandias/38hurricane/. Läst 27 september 2014.
2. ↑  Scotti, R. A.. ”Sudden Sea — The Great Hurricane of 1938”. Boston: Little, Brown & Co., 2003. Arkiverad från originalet den 2 januari 2007. https://web.archive.org/web/20070102010929/http://www.workingwaterfront.com/review.asp?storyID=20060436. Läst 30 november 2007.
3. ↑  ”The Great Hurricane of 1938”. The Boston Globe. 19 juli 2005. http://www.boston.com/news/globe/magazine/galleries/2005/0724/hurricane1938?pg=4. Läst 27 september 2014.